# Christelle Hamon
 (juillet 2022).
Si vous disposez d'ouvrages ou d'articles de référence ou si vous connaissez des sites web de qualité traitant du thème abordé ici, merci de compléter l'article en donnant les références utiles à sa vérifiabilité et en les liant à la section « Notes et références ».
Christelle Hamon, est une taekwondoïste française née le 15 octobre 1971.
Elle remporte la médaille de bronze dans la catégorie des moins de 47 kg aux Championnats d'Europe de taekwondo 1992.